# LGBアライアンス
LGBアライアンス'もしくはLGB同盟（エルジービーアライアンス、英語: LGB Alliance）は、トランスジェンダーに関連してLGBTの権利活動に反対するために2019年に設立されたイギリスの非営利団体。

## 歴史
2019年9月、ヨーロッパ最大のLGBT権利組織であるイギリスの慈善団体ストーンウォール宛にトランスジェンダーに対する姿勢を問う公開質問状がサンデー・タイムズに掲載。これを契機としてストーンウォールの共同創設者の一人だったサイモン・ファンショーらがストーンウォールから脱退し、アリソン・ベイリーやマルコム・クラークが加わってLGBアライアンスが設立された。
2020年にはLGBアライアンス理事だったアン・シノットが、イギリス人権平等委員会を相手取って一部の活動団体が2010年平等法の趣旨を歪めているとして訴訟を起こしたが、訴訟は退けられたばかりか人権擁護活動を萎縮させる目的の訴訟と指摘している。

## 活動
LGBアライアンスは、自身の目的を「レズビアン、ゲイ、バイセクシュアルの人々を、性的指向に基づく差別や不利益から自由にさせる」ことだと主張している。しかし、実際には設立以来、トランスジェンダーの権利に反対する言動が確認されている。
トランスジェンダーの権利に関する活動を「トランスジェンダリズム」（性自認至上主義）と表現したうえで、それは疑似科学であり、子どもにとって危険であると主張し（LGBTグルーミング陰謀論）、イギリスのトランスジェンダーの平等に関わる法律の制定や改正に反対するキャンペーン（反ジェンダー運動）を行っている。LGBアライアンスの共同創設者であるケイト・ハリスは「ジェンダー・アイデンティティが存在するという証拠はどこにもない」とメディアで語っている。
また、Twitterにて「同性結婚に反対することは同性愛差別（ホモフォビア）にはあたらない」とコメントしたこともある。2022年にエムポックスの感染拡大が報告された際は、同性愛者が集まるような施設を緊急閉鎖するように要求した。
「LGB」にこれ以上の「+」を付け加えると獣姦などの性的倒錯を含めることになりかねないともコメントした事例もある。
LGBアライアンス自身は宗教的組織との関連性はないと述べているが、LGBアライアンスの立ち上げに関与した主要な活動家であるゲイリー・パウエルは代理出産に反対し、女性の中絶のアクセスを否定する保守系シンクタンクのヘリテージ財団とも関わりがある。このゲイリー・パウエルが所属する非営利団体内での上司にあたるジェニファー・ラールは、LGBTに反対して性的少数者は小児性愛者であると主張するキリスト教系の組織、Alliance Defending Freedomの主催するイベントに参加したこともある。

## 批判
LGBアライアンスはトランスジェンダー排外主義的な団体として認知され、その活動は発足当初からトランスジェンダー差別（トランスフォビア）であるとして多くの有識者や性的少数者当事者から批判されている。「ヘイトグループ」であると表現されることもある。
LGBTを題材にした作品を数多く手がけてきた、脚本家・プロデューサーのラッセル・T・デイヴィスは、「Tを切り取ることは殺すのと同じだ」と、同団体を厳しく非難した。同性愛者のコメディアンであるマット・ルーカスは、LGBアライアンスを「アンチ・トランス」であると表現し、「ゲイの人々を代表する団体ではない」と言い切った。2022年にはトランスジェンダー差別発言でたびたび話題になるJ・K・ローリングがプライベートでも親しくLGBアライアンスの創設者でもあるアリソン・ベイリーの写真をTwitterにアップし、レズビアン可視化の週を祝うコメントをしたところ、レズビアン可視化の週の創設者であるリンダ・ライリーが「#LWithTheT」のハッシュタグをつけて「私たちのコミュニティをより多くの憎しみで書き立てる手段として使うためにレズビアン可視化の週を作ったわけではない」と反論した。また、労働党の国会議員でクィアでもあるナディア・ウィット―ムは議会で「私たちのコミュニティは決して分裂しない。TのないLGBはありません」と演説した。
レイシズムやファシズムに反対する団体のHope not Hateは、極右グループが頻繁にトランスジェンダー差別的な主張を展開するようになっている傾向を指摘し、LGBアライアンスとの繋がりを報告している。2022年12月には、イギリスで最も影響力のある右翼シンクタンクの所在地ともなっているタフトンストリート55番地にオフィスを借りていることが、これまでに公開されていなかった文書によって明らかになった。LGBアライアンスはオーストラリアにも支部があり、オーストラリアでは「Global Project Against Hate and Extremism（GPAHE）」によって「極右および過激派グループ」と特定されている。
イギリスの放送の規律・監督を行う規制機関であるOfcomは、LGBアライアンスにメディアがコメントを求めるのは不適切であると語っている。
こうした相次ぐ非難もあり、LGBアライアンスへの助成金を一時停止する動きもある。